# 좋아하는 사람이 있다는 것 (노래)
좋아하는 사람이 있다는 것(好きな人がいること)은 강지영의 일본 두 번째 싱글 앨범이다.

## 개요
2016년 7월~9월까지  방영한  후지 TV의 게츠쿠 드라마 《좋아하는 사람이 있다는 것》의 주제곡이다. 본인이 작사에도 참여했으며 드라마 최종회 에 카메오로 출연했다.
수록곡 《꿈의 안내원》은 일본의 가수 야마구치 모모에의 노래를 리메이크한 것이다.
2017년 8월 16일 《좋아하는 사람이 있다는 것 -Seiho Remix- 》버전을 발매했다.

## 수록곡

### 통산반
1. 좋아하는 사람이 있다는 것 (好きな人がいること)
  - 작사 : 야마모토 카츠히코, JY 작곡: 야마모토 카츠히코
2. Hello Mr.
  - 작사 • 작곡 : 야마모토 카츠히코
3. 꿈의 안내원(일본어: 夢先案内人)[3]
  - 작사 : 요코 아이 작곡 : 우자키 류도 편곡 : 하기타 미츠오
4. 좋아하는 사람이 있다는 것 -Piano Slow Edit -

### 완전 생산 한정반
- 포토북 포함

### CD
1. 好きな人がいること
2. Hello Mr.
3. 夢先案内人
4. 好きな人がいること-instrumental-

### DVD
1. 「好きな人がいること」Music Video
2. making of「好きな人がいること」

### CD
완전 생산 한정반과 수록곡이 같음

### DVD
1. 好きな人がいること (Music Video)
2. I’m just not into you (Music Video)

## 리믹스 버전
좋아하는 사람이 있다는 것 -Seiho Remix-(好きな人がいること -Seiho Remix-)는 JY의 디지털 싱글이자 두 번째 싱글의 타이틀 곡《좋아하는 사람이 있다는 것》의 리믹스버전이다.